# Rakaia tumidata
Rakaia tumidata is een hooiwagen uit de familie Pettalidae.